# Liselotte Moser
Liselotte Moser (* 1906 in Luzern; † 1983 in Stans) war eine schweizerisch-US-amerikanische Kunstmalerin.

## Leben
Liselotte Moser stammte aus einer wohlhabenden Familie. Sie verbrachte ihre Kindheit und Jugend in Luzern. Mit fünf Jahren erkrankte sie an Kinderlähmung. Als Folge der Krankheit war sie fortan auf einen Gehstock angewiesen und litt ihr ganzes Leben an Schmerzen. 1927 wanderte sie mit ihrer Mutter, Adèle Coulin Weibel, nach Detroit in die USA aus. Die nächsten beinahe vierzig Jahre lebte sie dort. Nach dem Tod ihrer Mutter 1965 kehrte sie in die Schweiz, nach Stans, zurück.

## Werk
Da Adèle Coulin Weibel als Kuratorin der Textilabteilung des Detroit Institute of Arts tätig war, kam Liselotte Moser in engen Kontakt zur US-amerikanischen Kunstszene. In den mehreren hundert in den USA angefertigten Bildern ist der Einfluss des Amerikanischen Realismus’ deutlich zu erkennen. Ihre Bilder stellen realitätsnah, aber auch sozialkritisch, den US-amerikanischen Alltag dar. Teilweise sind auch Spuren des Surrealismus und der abstrakten Kunst zu erkennen. Sie schuf Ölgemälde, Aquarelle, Linolschnitte, Textilarbeiten sowie zahlreiche Zeichnungen.
Zu ihren häufigsten Motiven gehörten Selbstporträts, Stillleben und Landschaftsbilder. Wegen ihrer eingeschränkten Mobilität malte Liselotte Moser oft die Aussicht aus ihrem Fenster und Ausschnitte aus ihrer Wohnung. Daneben fertigte sie zahlreiche Porträts von Freunden und Bekannten ihrer Mutter in Detroit, zum Beispiel von Hermann Ullstein, Wilhelm Reinhold Valentiner und Ernst Scheyer. Zurück in der Schweiz malte sie weiterhin vorwiegend die Sicht aus ihrem Fenster: den Pilatus, das Stanserhorn und die Stadt Stans selbst, die sie aus ihrer Wohnung erblicken konnte.
In den USA genoss sie beträchtlichen Erfolg mit ihren Bildern. Für das Werk Nocturne erhielt sie 1951 den David B. Werbe Memorial Prize. In der Schweiz hingegen war sie weniger bekannt und lebte relativ zurückgezogen. Liselotte Moser vermachte beinahe 300 ihrer Werke an die Gemeinde Stans, welches sich als Dauerleihgaben im Nidwalder Museum befinden. Dieses widmet Liselotte Moser 2022 ihre erste grosse Schweizer Einzelausstellung, nachdem Kuratorin Jana Bruggmann die Bilder zufällig in der Sammlung des Museums fand. Daneben befinden sich einige Gemälde heute im Detroit Institute of Arts.

## Ausstellungen
- Verschiedene Werke waren Teil von Ausstellungen in und um Detroit, darunter:
  - Temptation of St. Anthony (Textilarbeit) in der Third Annual Michigan Artists-Craftsmen Exhibition, im Detroit Institute of Arts, 1949[9]
  - Nocturne (Aquarell) in der Annual Exhibition for Michigan Artists, im Detroit Institute of Arts, 1951[7]
  - Ernst Scheyer (Ölgemälde) in der Ausstellung Arts and crafts in Detroit, 1906–1976, im Detroit Institute of Arts, 1976[10]
- Liselotte Moser. Ein Künstlerinnenleben zwischen Luzern, Detroit und Stans, Nidwalder Museum, 24. August – 30. Oktober 2022 (Flyer)